# داش‌اغوز
داش‌اُغوز (به ترکمنی: Daşoguz، داش اوغوُز) شهری است در شمال شرق ترکمنستان واقع شده‌است. جمعیت این شهر ۲۷۵٬۲۷۸ نفر است.
این شهر مرکز استان داش‌اغوز است.

## موقعیت جغرافیایی
شهر داش‌اُغوز در شمال ترکمنستان واقع شده‌است. شهر داش‌اُغوز در مسیر کانال شاوات (شاخه برای آبیاری منشعب شده از آمودریا) از رود که یکی از رودخانه‌های منشعب از آمودریا بوده و این منطقه از نظر اکولوژیک این شهر در منطقه‌ای نامساعد و نامطلوب حوزه دریاچه آرال قرار گرفته‌است.
فاصله داش‌اُغوز تا عشق آباد ۶۳۰ کیلومتر و تا شهر نوکوس پایتخت جمهوری قره قالپاقستان ۱۱۰ کیلومتر است. این شهر ۶۸ کیلومتر با شهر اورگنج (مرکز استان خوارزم ازبکستان) فاصله دارد. بیایان ماسه‌ای امرقوم در جنوب این شهر واقه شده‌است. فرودگاه داش‌اُغوز در ۱۰ کیلومتر خارج از شهر قرار داشته و در بین سال‌های ۲۰۰۹ تا ۲۰۱۰ بازسازی و مرمت گردیده است.

## ریشهٔ نام
نام تاریخی این شهر داش‌حوض یا تاش‌حوض از دو واژهٔ ترکمنی و عربی، تاش یا داش به معنی سنگ و حوض به معنی استخر تشکیل یافته‌است. که با ترکیب هم‌معنی حوض سنگی یا استخر سنگی که نشان دهندهٔ تاریخ قدیمی این شهر می‌باشد. بنا به شواهد تاریخی این منطقه در مسیر حرکت کاروان‌های تجاری خانان خیوه قرار داشته و به‌واسطهٔ وجود گودال بزرگ سنگی و وجود آب، کم کم در این منطقه کاروانسراها و قلعه‌های زیادی بنا گردیده و موجب رونق و پیشرفت این شهر شده‌است.

## تاریخ
این شهر در سال ۱۶۸۱ به عنوان محل استراحت و آسایش کاروان‌های تجاری در قلمرو تحت حکومت خانات خیوه تأسیس گردید. این شهر در مرز بین خانات خیوه و ترکمنستان واقع و در سال ۱۸۷۳ به عنوان بخشی از خانات خیوه به تحت‌الحمایگی امپراطوری روسیه به تصویب رسید. در سال ۱۹۲۴ با تشکیل اتحاد جماهیر شوروی نخست در جمهوری منطقه‌ای خوارزم به عنوان شهرستان جزئی از ایالت ترکمنستان و در اکتبر سال ۱۹۲۴ پس از تأسیس جمهوری سوسیالیستی ترکمنستان از شهرستان به بخشداری تنزل پیدا کرد. در سال‌های ۱۹۳۹ تا ۱۹۶۲ به ناحیه و در سال ۱۹۷۰ یک بار دیگر به مرکز شهرستان ارتقاء پیدا کرد.
در سال ۱۹۹۲ نام این شهر از تاش حوض به داش حوض تغییر و در سال ۱۹۹۹ با پیشنهاد رئیس جمهور وقت (نیازف) به داش‌اُغوز تغییر نام یافت.

## آب و هوا
متوسط درجه حرارت در طول سال °۱۳٫۵ درجه سانتی گراد و میزان رطوبت نسبی ۵۵٫۹% درصد است. میانگین سرعت وزش باد در این منطقه ۳٫۹ متر در ثانیه است.
| فهرست ماهها           | ژانویه | فوریه | مارس | آوریل | می   | ژوئن | ژوئیه | آگوست | سپتامبر | اکتبر | نوامبر | دسامبر | میانگین |
| --------------------- | ------ | ----- | ---- | ----- | ---- | ---- | ----- | ----- | ------- | ----- | ------ | ------ | ------- |
| متوسط دما (سانتیگراد) | ۲٫۲-   | ۰٫۱-  | ۵٫۹  | ۱۵٫۴  | ۲۱٫۹ | ۲۷٫۶ | ۲۹٫۲  | ۲۶٫۹  | ۲۰٫۳    | ۱۲٫۴  | ۴٫۸    | ۰٫۵-   | ۱۳٫۵    |

## حمل و نقل
وسایل حمل و نقل در این شهر را اتوبوس‌های شهری، تاکسی شهری، تاکسی خصوصی تشکیل می‌دهد. این شهر داری قدیمی‌ترین پایانه فرودگاهی در ترکمنستان بوده که پروازهای داخلی به شهرهای عشق آباد، ترکمن آباد، بالخان آباد و مرو انجام می‌شود. در زمان اتحادیه جماهیر شوروی نیز پروازهای مستقیم و منظم به مسکو، لنینگراد، اوفا، قازان، باکو، تاشکند وشهرهای دیگر برقرار بوده‌است. پایانه اتوبوس رانی داش‌اغوز متصل به شهر می‌باشد و برای حمل و نقل به شهرها و روستای‌های اطرف، مراکز استان‌های دیگر و همچنین شهر عشق آباد استفاده می‌شود.

## صنعت
این شهر داری کارخانجات و صنایع بزرگ پنبه، نساجی، آبجوسازی، روغن کشی، لبنیات، تعمیر ماشین آلات کشاورزی، محصولات ساختمانی از جمله محصولات بتنی، صنایع گوشت و نان، تولید فرش، البسه است.

## مطبوعات
تنها روزنامه و نشریهٔ این شهر روزنامهٔ Дашогуз хабарлары (خبرهای داش‌حوض) از سال ۱۹۹۲ به روزنامهٔ حقیقت داش‌حوض و سپس با نام پرچم دوستی (به زبان ازبکی) منتشر می‌شد. در سال ۱۹۹۷ به آخرین فناوری و تجهیزات صنعت چاپ مجهز گردیده است.

## مخابرات و اینترنت
سیستم موبایل در این شهر از سال ۲۰۰۷ با دو اپراتور تلفن همراه TMcell (عصر طلایی) و شرکت ملی مخابرات آغاز بکار نمود.
شرکت ارئه دهنده اینترنت در این شهر توسط شرکتی روسی بنام MTC راه اندازی شده‌است.

## حوادث جالب
در ۵ سپتامبر سال ۱۹۹۸ شهاب سنگی بزرگ بنام H5 در مرکز این شهر سقوط کرد.

## افراد مشهور
- سعدالله روزمتوف، کشاورز و تاجر و سیایتمدار معروف این شهر که جزو افراد با نفوذ در ترکمنستان بوده‌است. او در در سال ۲۰۱۱ درگذشته است.
- یولیا کیم، خواننده، شاعر، نمایشنامه نویس و آهنگساز مشهور روسیه و شوروی در این شهر متولد و تا اول دبیرستان در این شهر زندگی می‌کرده‌است.
- دولت بای خوجه بایف، هنرمند، بازیگر سیرک و سوارکار مشهور اتحادیه جماهیر شوروی.
- ماتیاکوب کوشچانوف، دکتر و عضو فرهنگستان ملی علوم ازبکستان (۲۰۰۵- ۱۹۱۸)
- باتیر عوضوف، استاد علوم تکنولوژی و فناوری ترکمنستان.
- مسکن امانوف، استاد بزرگ شطرنج ترکمنستان
- ابوالقاسم محمود بن عمر بن محمد زمخشری خوارزمی معروف به جارالله زَمَخشَری(تولد ۲۷ رجب ۴۶۷ منطقه زمخشر خوارزم (داش حوض) – درگذشت ۹ ذی‌الحجه ۵۳۸ ه‍.ق گرگانچ از توابع ترکمنستان امروزی) معروفترین مفسر قرآن کریم نویسنده کتاب تفسیر الکشاف عن حقائق التنزیل و عیون الاقاویل فی وجوه التأویل (Al-Kashshaaf 'an Haqa'iq at-Tanzil).